# Вилхелм Сиверс
Вилхелм Сиверс (или Зиверс) (на немски: Wilhelm Sievers) е германски географ, геолог, пътешественик и изследовател на Кордилерите.

## Биография

### Ранни години (1860 – 1884)
Роден е на 3 декември 1860 година в Хамбург, Германия, в семейството на търговци. Учи в Йена, Гьотинген и Лайпциг, след това изучава новопоявилата се академична област – география. Той е един от първите студенти на Фердинанд фон Рихтофен.
От 1891 е професор по география в университета във Вюрцбург, а от 1903 – в университета в Гисен.

### Изследователска дейност (1884 – 1909)
По нареждане на Геоложкото дружество на Хамбург, Сиверс организира три експедиции в Южна Америка за извършване на географски и геоложки проучвания в различните региони на страната, вдъхновени от експедициите на Александър фон Хумболт.
През 1884 – 1886 година изследва хребетите Кордилера де Мерида (около 550 км, 5002 м) и Сиера де Периха (над 300 км, 3540 м) в Западна Венецуела и Сиера Невада де Санта Марта (5774 м) в Колумбия. През 1891 – 1893 изследва Карибските Анди (2765 м) във Венецуела, а през 1909 изследва Кордилерите в Перу и Еквадор. Сиверс основно се фокусира върху документирането на доказателства за южноамериканска ледникова епоха. 
За всяка от тези си експедиции Сиверс написва по една книга: Reise in der Sierra Nevada de Santa Marta, Leipzig, (1887); Venezuela (1888); Zweite Reise in Venezuela in den Jahren 1892 – 93 (1896); Australien, Ozeanien und Polarländer (1902); Süd und Mittelamerika (1903).
От 1891 под общата редакция на Сиверс започва да излиза 6-томна серия „Световна география“ (на немски Allgemeine Länderkunde), издавана от библиографския институт в Лайпциг. За второто издание на тази серия Сиверс написва „Африка“ (1891), „Азия“ (1904) и „Южна и Централна Америка“ (1903).

### Следващи години (1909 – 1921)
От 1891 година Сиверс е професор по география в Университета във Вюрцбург, а от 1903 – в Университета в Гисен.
Умира на 11 юни 1921 година в Гисен на 60-годишна възраст.